# Иоанна Мироносица
Иоа́нна Мироно́сица —  ученица Иисуса Христа, упомянутая в Новом Завете, одна из святых жен-мироносиц. Память совершается:
- в Православной церкви — в Неделю жен-мироносиц (3-я Неделя по Пасхе) и 27 июня (10 июля);
- в Католической церкви — 24 мая;
- в Лютеранской церкви — Миссурийский синод — 3 августа.

## Евангельская история
О Иоанне дважды сообщает Евангелие от Луки. Первый раз она упоминается в числе учениц Иисуса Христа, которые следовали за ним в Галилее: «Иоанна, жена Хузы, домоправителя Иродова, и Сусанна, и многие другие, которые служили Ему имением своим» (Лк. 8:3). Второй раз она названа в числе женщин, пришедших ко Гробу Господню помазать тело Иисуса благовониями: «То были Магдалина Мария, и Иоанна, и Мария, [мать] Иакова, и другие с ними» (Лк. 24:10). Она стала свидетельницей явления ангелов, возвестивших о Воскресении Иисуса Христа, и рассказала об этом апостолам.
Других сведений о Иоанне Евангелия не содержат. Толковая Библия Лопухина отмечает, что должность мужа Иоанны — «домоправитель» была очень видной. Уильям Баркли относит Иоанну к придворным дамам. Джон Нолланд указывает, что Иоанна по имени упомянута в рассказе евангелиста Луки, чтобы подчеркнуть важность её служения своим богатством Иисусу Христу и апостолам.
Аверкий (Таушев) допускает, что Иисус Христос исцелил сына Хузы, мужа Иоанны (чудо исцеления сына царедворца в Кане — Ин. 4:46-54) и поэтому, уверовав, Иоанна стала следовать за Христом.
По греческим стишным Синаксарям Иоанна мирно скончалась.

## Предание о главе Иоанна Предтечи
По православному преданию, после казни Иоанна Крестителя его тело было тайно погребено его учениками, а отрубленную голову Иродиада спрятала в своём дворце в тайном месте. Святитель Димитрий Ростовский излагает дальнейшее предание: 

Лишь только жена Иродова приставника Хузы по имени Иоанна, о коей упоминает святой евангелист Лука (Лк. 8:3), знала то место. Она, скорбя сердцем об убиении великого святого пророка Иоанна и о поругании над его честной главой, взяла эту главу тайно ночью, положила её в сосуд скудельный и погребла на горе Елеонской, в одном из поместий Ирода.

Впоследствии, по преданию, спрятанная Иоанной реликвия была обнаружена вельможей Иннокентием, который построил на этом месте церковь.